# سلمان المقهوي
سلمان المقهوي لاعب كرة قدم بحريني يلعب حاليا لصالح نادي الدرجة الأولى الرفاع الشرقي البحريني في خط الدفاع.